# Салуэль
Салуэль (фр. Salouël) — коммуна на севере Франции, регион О-де-Франс, департамент Сомма, округ Амьен, кантон Амьен-7. Пригород Амьена, расположен в 5 км к юго-западу от центра города, на берегу реки Сель, притока Соммы, в 3 км от места пересечения автомагистралей А29 и А16.
Население (2014) — 3 921 человек.

## История
В средние века Салуэль был центром виноделия, затем, после строительства сукновальни на реке Сель, центром производства шерстяных тканей.
Из-за близости к Амьену жители Салуэля, в отличие от большинства соседних коммун, практически не занимались сельским хозяйством. Со Средних веков здесь развивались ремесла и небольшие мастерские, в которых была занята основная часть населения. 
После Второй мировой войны Салуэль стал меняться, а с 70-х годов город стал известен прежде всего как место расположения кампуса Амьенского университета и большого госпиталя.

## Экономика
Структура занятости населения:
- сельское хозяйство — 0,2 %
- промышленность — 1,2 %
- строительство — 1,2 %
- торговля, транспорт и сфера услуг — 24,3 %
- государственные и муниципальные службы — 73,2 %

Уровень безработицы (2017) — 11,5 % (Франция в целом — 13,4 %, департамент Сомма — 15,9 %). 

Среднегодовой доход на 1 человека, евро (2018) — 25 870 (Франция в целом — 21 730, департамент Сомма — 20 320).

## Демография
Динамика численности населения, чел.

## Администрация
Пост мэра Салуэля с 2020 года занимает Франк Даррагон (Franck Darragon). На муниципальных выборах 2020 года возглавляемый им список был единственным.
| Период | Период | Фамилия        | Партия        | Примечания               |
| ------ | ------ | -------------- | ------------- | ------------------------ |
| 1971   | 1990   | Жан Летелье    |               |                          |
| 1990   | 1995   | Леон Фонтен    |               |                          |
| 1995   | 2005   | Жан Душе       | Разные правые | директор префектуры      |
| 2005   | 2008   | Жан-Пьер Игуф  |               |                          |
| 2008   | 2020   | Жан-Рене Эмар  | Разные правые | государственный служащий |
| 2020   |        | Франк Даррагон | Разные правые |                          |